# アパフィ・ミハーイ1世
アパフィ・ミハーイ1世（I. Apafi Mihály, 1632年 - 1690年4月15日）は、ハンガリー人のトランシルヴァニア公（在位：1661年 - 1690年）。

## 生涯
ハプスブルク帝国に支持されていたトランシルヴァニア公ケメーニ・ヤーノシュの対抗馬として、トランシルヴァニアの貴族達により1661年9月14日に公として擁立され、オスマン帝国の支持を取り付けた。ケメーニは翌1662年に死んだため、他に対抗者はいなくなりアパフィ・ミハーイ1世が単独の公となった。
即位事情からオスマン帝国の傀儡であり、帝国の後ろ盾を受けて神聖ローマ皇帝レオポルト1世と敵対し、1683年に第二次ウィーン包囲でオスマン帝国が敗退するまでは帝国とハンガリーの反乱分子達（テケリ・イムレなど）を支援していた。しかし、戦後の大トルコ戦争でオスマン帝国が劣勢に傾くとレオポルト1世との交渉を開始し、1687年9月29日に協定を結んで、トランシルヴァニアにおける自分の権威を認めてもらっている。
1690年に公国の首都セーケシュフェヘールヴァールで58歳で亡くなり、息子のアパフィ・ミハーイ2世が後を継いだ。しかし、オスマン帝国はテケリをトランシルヴァニア公に指名、アパフィ・ミハーイ2世はレオポルト1世の保護下に置かれたため殆ど権力は無く、2年後にハプスブルク家に廃位され、実質的にトランシルヴァニアはハプスブルク家の領土に組み込まれた。
| 爵位・家督                | 爵位・家督                           | 爵位・家督                                |
| ------------------------- | ------------------------------------ | ----------------------------------------- |
| 先代 ケメーニ・ヤーノシュ | トランシルヴァニア公 1661年 - 1690年 | 次代 アパフィ・ミハーイ2世/テケリ・イムレ |